# Pascal de Lima
Pascal de Lima nasceu em 1972 em Paris, é um economista e conferencista francês Lusodescendente.
Biografia
Nascido em 1972, é doutorado em ciências económicas de Sciences Po em Paris. Obteve seu doutorado sob a supervisão de Jean-Paul Fitoussi.
Especialista em prospetiva económica, o seu trabalho incide nomeadamente sobre a exploração das inovações, sobre os seus impactos em termos societais, ambientais e sócio-económicos. Especializou-se em gestão do conhecimento e na deteção de sinais fracos (Knowledge Management System), e mais particularmente no ecossistema de inovação. Após uma quinzena de anos enquanto consultor de gestão do conhecimento (na Ernst & Young e Capgemini), é nomeado Economista-Chefe da empresa Altran Altran, de 2005 a 2013. Cria posteriormente a sua própria empresa de análise económica da inovação, Economic Cell. Paralelamente, em 2017,  torna-se Economista-Chefe na empresa de consultoria Harwell Management.
Pascal de Lima também lecionou em escolas superiores tais como o HEC, o ESSEC e Telecom SudParis. Desde 2003, leciona a macroeconomia, a microeconomia e a economia geral no instituto Sciences Po em Paris. Desde 2013, é também conferencista no domínio da inovação. 
Colabora regularmente com a imprensa: Le Monde, Les Échos, La Tribune, Huffington Post, a revista Forbes.
Intervém regularmente em emissões de rádio ou de televisão sobre temas económicos: Les décodeurs de l'éco no BFM TVBusiness, TF1, LCI, RTL, RMC, Radio Classique, Radio Alfa, BFM TV.
Como ensaísta, aborda assuntos ligados às tecnologias no capitalismo, em livros ou artigos. Analisa os fundamentos social-democratas da emergência das tecnologias modernas.
Através das suas diversas intervenções, Pascal de Lima opôs-se à lei das 35 horas nomeadamente através do seu livro elaborado com Stanislas de Bentzmann (Presidente da Devoteam) e é favorável à criação de um Rendimento Universal explicando que os importantes progressos tecnológicos (robótica, inteligência artificial...) irão destruir uma parte dos empregos da classe média precarizando o mercado de trabalho. Segundo ele, é necessário corrigir esta situação através de uma “taxa robô” destinada a financiar o rendimento universal.
____________________________________________________
Publicações
- Capitalisme et Technologie : les liaisons dangereuses: vers les métiers de demain, Forbes, 2020.    
- Intégration du système bancaire et financier en Europe, Revue banque, 2004.
- Rapport sur l'Etat de l'Union Européenne (collectif)), Fayard, 2004.
- Voyage au cœur d’une révolution : la microfinance contre la pauvreté (direção editorial), J. C. Lattès, 2007.
- La stratégie bancaire : entre équité et efficience, de la régulation bancaire vers la social-démocratie, Universitaires Européennes, 2010.
- Économie bancaire et croissance économique : vers une macroéconomie renouvelée, Dunod, 2012.
- Les comptes fantastiques de la finance, La Voix au chat libre, 2013.
- Les 35 heures, une loi maudite : comment en sortir sans drame (colaboração), Eyrolles, 2014.
Artigos nas revistas
- "As reestruturações bancárias na Europa", revista da OFCE, 2002/5 (n°83 bis), páginas 325 a 382.
Seleção de artigos na imprensa
- "É necessário o aumento dos salários na Europa ?", L'Humanité, 17 janeiro 2019.
- "O futuro dos NeoBancos continua incerto", Revista FORBES, 13 junho 2018.
- «A mobilidade automóvel à prova da urbanização», Revista FORBES, 9 março 2018.
- "O insolente crescimento de Portugal constitui uma afronta ao culto da austeridade de Merkel e Bruxelas", Jornal Expresso, março 2018.
- "Os contabilistas tenderão a desaparecer ?", Jornal La Tribune, 6 dezembro 2017.
- "A adoção de uma moeda permitiria o renascer de um sistema padrão-ouro", jornal Le Monde, 24 outubro 2017.
- “O insolente crescimento de Portugal constitui uma afronta ao culto da austeridade de Merkel e Bruxelas”, Jornal Expresso, 10 mars 2018. 
- “A dificil arte de equilibrar crescimento e austeridade”, Diario Economico, 8 novembre 2011.
- “Le succès em portuguës”, Diario económico, 2 octobre 2010.
- “Porque não responde mais o navio ?” Semanário económico, 1er aout, 2008. 
- “História de uma terceira derrota”, Semanário económico, 23 novembre, 2007.
- “Anibal Cavaco Silva, o DSK Português”, avec Daniel Ribeiro, Expresso, Juin 2007. 
- “O mito das deslocalizações”, Semanário económico, 13 avril, 2007.
- “Crescimento económico, Ministros e Presidentes”, Semanário económico, 8 décembre, 2006.
- “A Microfinança : evolução ou revolução (continua)”, Semanário económico, 24 novembre, 2006.
- “A Microfinança : evolução ou revolução”, Semanário económico, 17 novembre, 2006.
- “Viver pode ser perigoso”, Semanário económico, 13 octobre, 2006.
- “As capelas das empresas”, Semanário económico, 11 septembre, 2006. 
- “Os paradoxos são inevitáveis”, Semanário económico, 4 aout, 2006.
1. ↑  theses.fr/08090758X
2. ↑  theses.fr/08090758X
3. 1 2 3  https://www.huffingtonpost.fr/author/pascal-de-lima/
4. ↑  http://www.economiematin.fr/auteur-94-Pascal-de-Lima
5. ↑  https://www.franceculture.fr/personne-pascal-de-lima
6. ↑  http://harwell-management.com/publications/media-center/
7. ↑  https://www.lemonde.fr/signataires/pascal-de-lima/
8. ↑  https://www.lesechos.fr/@pascal-de-lima
9. ↑  https://www.latribune.fr/recherche.html?q=pascal+de+lima
10. ↑  https://radioalfa.net/tag/pascal-de-lima/